# 예술 아카데미 (프랑스)

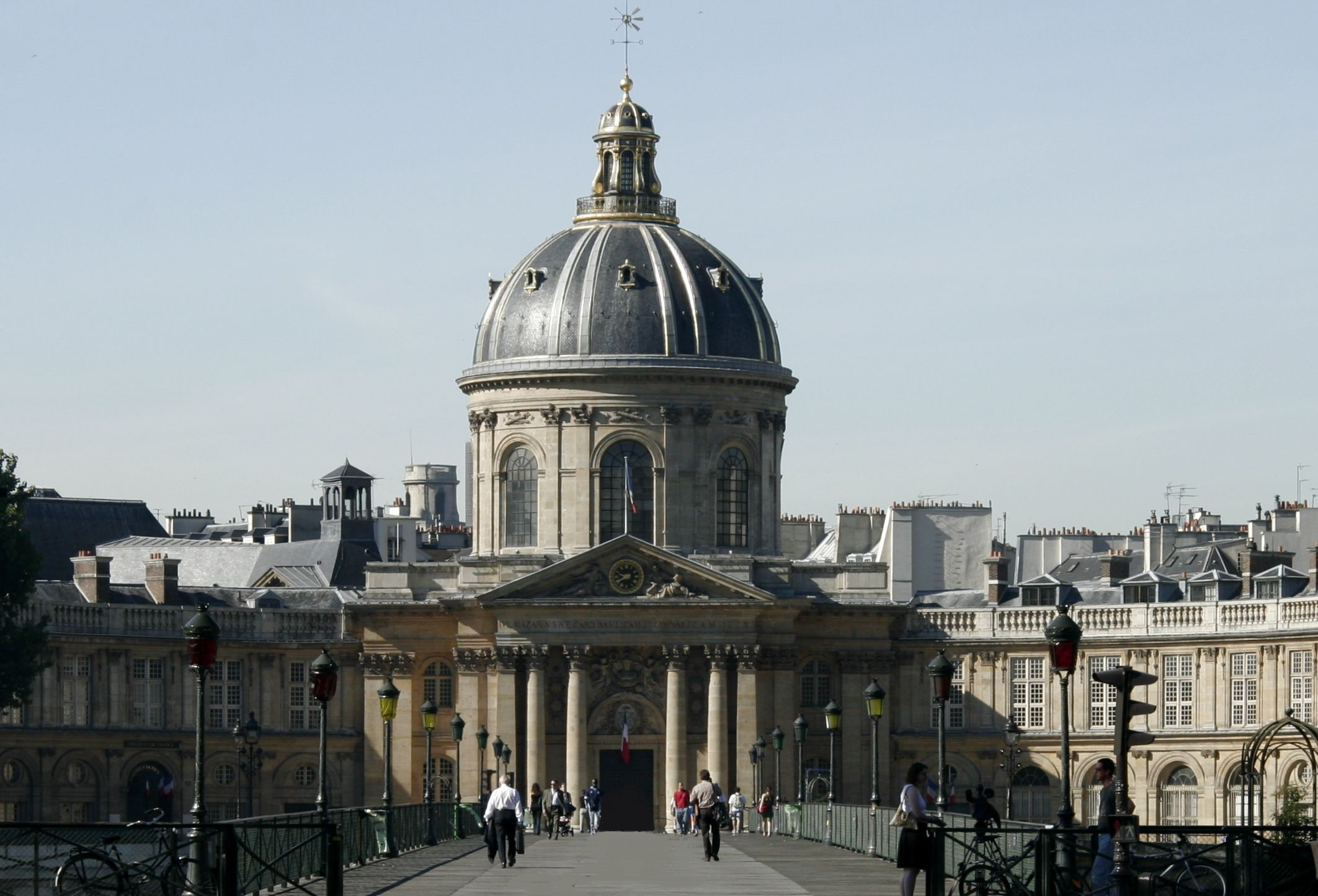
프랑스 학술원. 미술 아카데미가 있는 장소.

미술 아카데미(프랑스어: Académie des beaux-arts 아카데미 데 보자르[*])는 프랑스 학술원을 구성하는 5개의 아카데미 중 하나이다.

## 같이 보기
- 에콜 데 보자르
- 아카데믹 미술